# Floyd Roberts
Floyd Roberts (Jamestown (North Dakota), 12 februari 1900 - Indianapolis (Indiana), 30 mei 1939) was een Amerikaans autocoureur. Hij won de Indianapolis 500 in 1938 en overleed een jaar later aan de gevolgen van verwondingen die hij opliep tijdens de race van 1939.
Roberts reed de Indianapolis 500 voor de eerste keer in 1935. Hij eindigde op de vierde plaats dat jaar. Het volgende jaar moest hij opgeven nadat hij zonder brandstof was gevallen en in 1937 eindigde hij op de dertiende plaats, op zes ronden van winnaar Wilbur Shaw. Tijdens de Indianapolis 500 in 1938 vertrok hij vanaf poleposition, leidde de race voor 92 ronden en kwam als winnaar over de finish. Het werd zijn enige overwinning. Het volgende jaar vertrok hij vanaf de achtste startrij. Tijdens de 109e ronde verloor Bob Swanson de controle over zijn auto waarop Roberts de wagen aanreed en daardoor zelf door de omheining reed en tegen een boom terechtkwam. Ook Chet Miller die achteropkwam, was bij het ongeval betrokken. De drie coureurs werden naar het ziekenhuis overgebracht. Roberts werd doodverklaard nog voor de race ten einde was. Hij werd 35 jaar.